# 古武道太鼓集団 風之舞
古武道太鼓集団 風之舞（こぶどうたいこしゅうだん かじまぁい）は、沖縄県糸満市を拠点に沖縄伝統芸能であるエイサーや獅子舞、古武道を現代風にアレンジした創作エイサーチームである。
沖縄県内のみならず、県外やアメリカなどへも招聘、派遣されエイサーの指導を行っている。
なお、「風之舞」の読み仮名表記には「かじま〜い」、「かじまい」と記されることもある。

## 概要
1998年に糸満市で結成され、2014年時点では小学生から40代まで約30人が所属している。
エイサーに古武道や獅子舞の動きを取り入れ、躍動感あふれる演舞を繰り広げるのが特徴。世界エイサー大会では優勝経験もあり、上位に入賞する常連となっている。

## 賞歴
世界エイサー大会
- 2011年 - 創作エイサーコンテストグランプリ部門黄金太鼓大賞（優勝）
- 2013年 - 創作エイサーコンテストグランプリ部門銀太鼓賞（準優勝）
- 2014年 - 創作エイサーコンテストグランプリ部門銀太鼓賞（準優勝）

## 出演
- 映画『風之舞』のエイサー出演。